# کارپینتو سینلو
کارپینتو سینلو (به ایتالیایی: Carpineto Sinello) یک کومونه در ایتالیا است که در استان کییتی واقع شده‌است.

## خصوصیات
کارپینتو سینلو ۲۹ کیلومترمربع مساحت و ۷۳۸ نفر جمعیت دارد و ۳۸۱ متر بالاتر از سطح دریا واقع شده‌است.